# Satwa
Satwa är en stadsdel i centrala Dubai, Förenade Arabemiraten som utgörs av många affärer och restauranger och gränsar till stadsdelarna Bur Dubai i nordväst, Jumeirah i väst samt Sheikh Zayed-vägen (Sheikh Zayed Road) i syd. Satwa är 3 km² till ytan och har cirka 30 000 invånare och där ligger bland annat Iranian Hospital. Området är känt för att större delen av befolkning utgörs av nationaliteter från Sydasien.